# Anatoliy Byshovets
Anatoliy Fyodorovich Byshovets ou Anatoliy Fedirovych Byshovets - respectivamente, em russo, Анатолий Федірович Бышовец e, em ucraniano, Анатолий Фёдорович Бышовец (Kiev, 23 de abril de 1946) é um técnico de futebol e ex-futebolista ucraniano.

## Carreira

### Como jogador
Em toda sua carreira, Byshovets defendeu um único time: o Dínamo de Kiev, entre 1963 e 1973, sendo promovido à equipe principal ainda jovem. Uma lesão no joelho obrigou o atacante, com apenas 27 anos de idade, a abandonar os gramados.

### Carreira de técnico
Com sua precoce aposentadoria, Byshovets seguiu ligado ao futebol e ao Dínamo, onde trabalharia na escola de futebol do clube. Sua estreia como técnico deu-se em 1982, comandando a equipe de juniores da União Soviética e, posteriormente, a Seleção Olímpica. O primeiro clube comandado por ele foi o Dínamo de Moscou, entre 1988 e 1990.
Ele foi ainda o último técnico da Seleção Soviética de Futebol, onde havia atuado entre 1966 e 1972 (jogara a Eurocopa de 1968 e a Copa de 1970) e único treinador da curta história da Seleção da CEI, que disputou a Eurocopa de 1992 no lugar da própria URSS, que se classificara para o torneio e se dissolvera no ano anterior.
Byshovets treinou ainda o AEL Limassol, a Seleção da Coreia do Sul (principal e olímpica), o Zenit São Petersburgo, a Seleção Russa, o Shakhtar Donetsk, o Marítimo, o Tom Tomsk e o Lokomotiv Moscou.
Outras funções desempenhadas por Byshovets foram a de assessor esportivo no Anzhi (2003) e no Khimki (2003-04), vice-presidente do Heart of Midlothian (2004-05) e consultor-técnico do Kuban Krasnodar, em 2009. Seu último cargo foi como assessor do FC Ufa, em 2011, e em 2016 declarou em entrevista que recebeu propostas de clubes da Rússia, que no entanto foram rejeitadas por ele.